# Vilamovština
Vilamovština (vilamovsky Wymysöryś) je dialekt střední horní němčiny, kterým se mluví v malém městečku Wilamowice u Bílska-Bělé, na hranici mezi Slezskem a Malopolskem. V současnosti tímto jazykem hovoří pouze asi 100 lidí, řadí se tedy mezi ohrožené jazyky.

## Historie

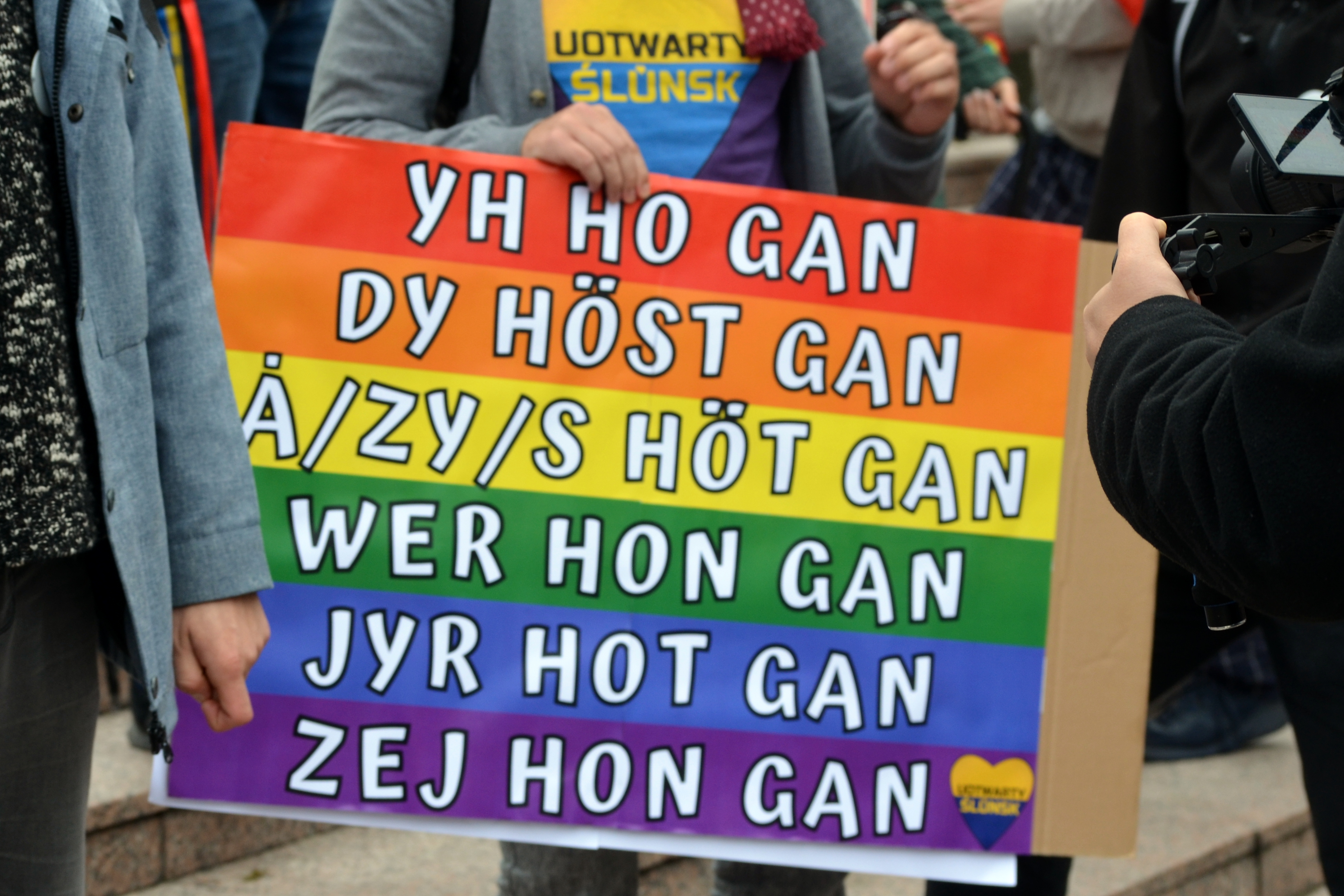
Plakát s časováním slovesa milovat ve vilamovštině na LGBT průvodu v Bílsku-Bělé (2021)

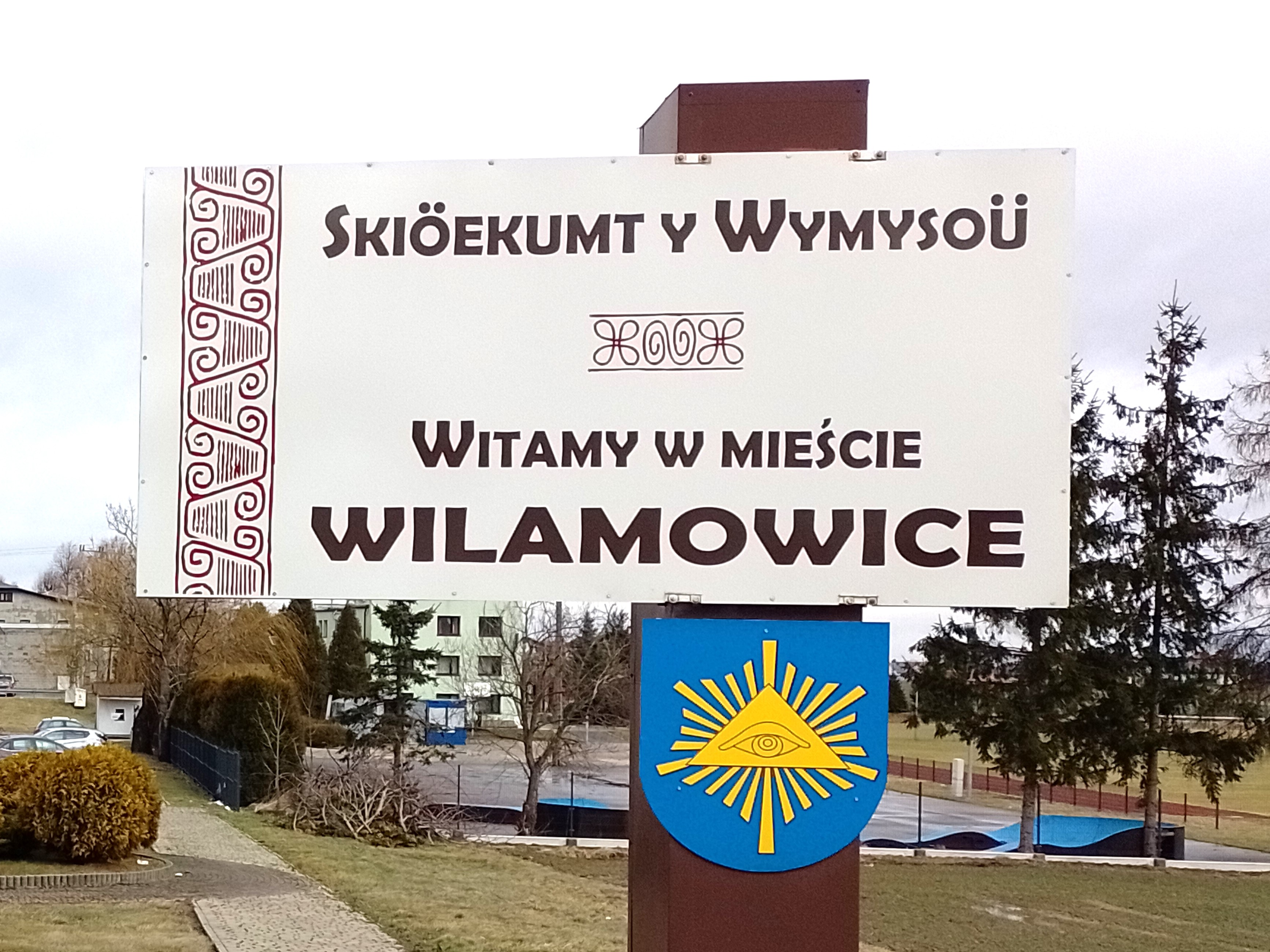
Skiöekumt y Wymysoü = Vítejte ve Wilamowicích

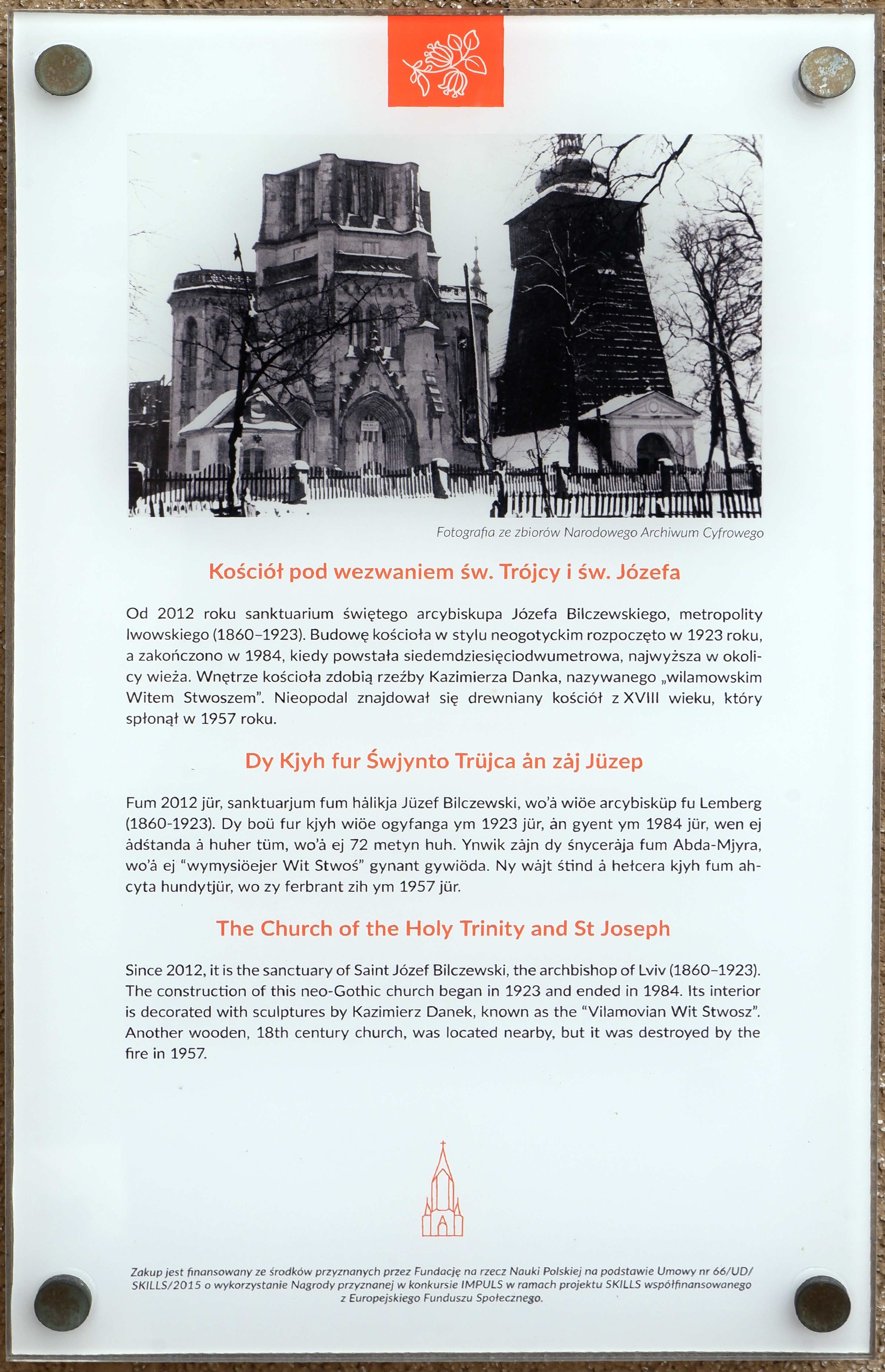
Informace o farním kostele v polštině, vilamovštině a angličtině

Vilamovština se nejspíše vyvinula ve dvanáctém století ze střední němčiny, silný vliv na ní měla i dolnoněmčina, nizozemština, fríština, polština a staroangličtina. Obyvatelé Wilamowic jsou nejspíše potomky nizozemských, německých a skotských osadníků, kteří do Polska přišli v průběhu 13. století.
Až do konce druhé světové války byla vilamovština mateřský jazyk občanů Wilamowic, poté se ale komunistický režim snažil používání tohoto jazyka omezovat, až do roku 1956 dokonce formou zákazu. I přes následnou legalizaci ale roste procento zvláště mladých lidí, kteří mluví jen polsky.
Nejznámějším básníkem píšícím ve vilamovštině je Florian Biesik.

## Abeceda
Vilamovská abeceda má 34 písmen:
| a | ao | b | c | ć | d | e | f | g | h | i | j | k | ł | l | m | n | ń | o | ö | p | q | r | s | ś | t | u | ü | v | w | y | z | ź | ż |
| A | AO | B | C | Ć | D | E | F | G | H | I | J | K | Ł | L | M | N | Ń | O | Ö | P | Q | R | S | Ś | T | U | Ü | V | W | Y | Z | Ź | Ż |

## Příklady

### Číslovky
| Vilamovsky | Česky |
| ás         | jeden |
| cwe        | dva   |
| drȧj       | tři   |
| fiyr       | čtyři |
| fynf       | pět   |
| zȧhs       | šest  |
| zejwa      | sedm  |
| aht        | osm   |
| noün       | devět |
| can        | deset |

### Slova
| Vilamovština | význam          | Němčina        | Nizozemština   | Fríština       | Angličtina                   |
| ałan         | sám             | allein         | alleen         | allinne        | alone                        |
| ana an       | a               | und            | en             | en             | and                          |
| bryk         | most            | Brücke         | brug           | brêge          | bridge                       |
| duł          | tupý            | dumm           | dom            | dom            | dull                         |
| fuylgia      | slyšet [chápat] | hören [folgen] | horen [volgen] | heare [folgje] | to hear [to follow]          |
| ganc         | úplně           | ganz           | gans           | gâns           | entirely                     |
| gyrycht      | soud            | Gericht        | gerecht        | gerjocht       | court                        |
| dyr hymół    | nebe            | Himmel         | hemel          | himel          | heaven                       |
| muter        | matka           | Mutter         | moeder         | mem            | mother                       |
| myttółt      | střed           | Mittel         | middel         | middel         | middle                       |
| nimanda      | nikdo           | niemand        | niemand        | nimmen         | no-one                       |
| ny           | ne              | nein           | nee            | nee            | no                           |
| ödum         | dech            | Atem           | adem           | azem           | breath (mar Aldingelsk: ǽðm) |
| öwyt         | večer           | Abend          | avond          | jûn            | evening                      |
| śraeiwa      | psát            | schreiben      | schrijven      | skriuwe        | to write                     |
| syster       | sestra          | Schwester      | zuster         | suster         | sister                       |
| śtaen        | kámen           | Stein          | steen          | stien          | stone                        |
| trynkia      | pít             | trinken        | drinken        | drinke         | to drink                     |
| wełt         | svět            | Welt           | wereld         | wrâld          | world                        |
| wynter       | zima            | Winter         | winter         | winter         | winter                       |
| zyłwer       | stříbro         | Silber         | zilver         | sulver         | silver                       |
| zyjwa        | sedm            | sieben         | zeven          | sân            | seven                        |

## Vzorový text
1. Güty nocht ynzer HjerGöt

Wir wan bata cy der güt,

Güty nocht ynzer HjerGöt

Wir wan bata cy diyr güt, güty nocht

2. Güty nocht ynzer Foter

Maj łiwy byröter.

Güty nocht ynzer Foter

Maj łiwy, łiwy byröter, güty nocht

3. Güty nocht, ynzer Müter

Wir wan bata batputer (nystyn)

Güty nocht, ynzer Müter

Wir wan bata batputernystyn

4. Güty nocht oły zaj

Wu der ym hymuł zajt

Güty nocht oły zaj

Wu der ym hymuł zajt, güty nocht

5. Güty nocht, oły enieła

Wu bysiücter Pyjtela

Güty nocht, oły enieła

Wu bysiücter Pyjtela, güty nocht

### Ukolébavka
| | |
| Śłöf maj büwła fest! Skumma fremdy gest, Skumma müma ana fetyn, S'Brennia nysła ana epułn, Śłöf dy Jasiu fest! | Spi, můj chlapče, pěkně! Cizí hosté přicházejí, Tety a strýcové přicházejí, Nejsou ořechy a jablka, Spi jeníčku pěkně! |
| nebo | |
| Kum zie makja Dü cy mir ych wył kuza abysła myt dir                                                            | Pojď děvče Ty ke mě Chtěl bych si s tebou trochu promluvit                                                             |

### Otče náš
Ynzer Foter, dü byst ym hymuł,
Daj noma zuł zajn gywajt;
Daj Kyngrajch zuł dö kuma;
Daj wyła zuł zajn ym hymuł an uf der aot;
dos ynzer gywynłichys brut gao yns haojt;
an fercaj yns ynzer siułda,
wi wir aoj fercajn y ynzyn siułdigia;
ny łat yns cyn zynda;
zunder kaonst yns reta fum nistgüta.
[Do Dajs ej z Kyngrajch an dy maocht, ans łaowa uf inda.]
Amen

### Všeobecná deklarace lidských práv
| vilamovsky | Oły łaojt zajn gybün yr frajchajt głajch myta aondyn łaojta. Dy zajn bysienkt mytum gydechnys an myt ar zejł an dy zuła zich myt aondyn bygejn wi bridyn. (čte se: Ouy uaojt zajn gybyyn yr frajchajt guajch myta aodyn uaojta. Dy zajn byšenkt mytum gydechnys an myt ar zej-u an dy zuua zich myt aodin bygejn wi bridyn). W, w se nečte anglicky, ale má výslovnost česky, jako jednoduché V. Ü v přepisu yy, čte se jako v němčině, tedy co nejtvrději, co to jde. |
| česky      | Všichni lidé se rodí svobodní a sobě rovní co do důstojnosti a práv. Jsou nadáni rozumem a svědomím a mají spolu jednat v duchu bratrství. |